# Miezienawa
Miezienawa (biał. Мезенава; ros. Мезеново, Miezienowo) – wieś na Białorusi, w obwodzie witebskim, w rejonie orszańskim, w sielsowiecie Zubrewiczy. 